# Dvojka
Dvojka (dawniej STV2) – drugi program słowackiej telewizji publicznej.
Kanał powstał 1 stycznia 1993 w wyniku podziału czechosłowackiego kanału ČST2 na czeski ČT2 i słowacki STV2.
W 2004 roku STV2 zmienił swoją nazwę na Dvojka. Dvojka nadaje równolegle z Jednotką Správy RTVS o 19:00, ale z tłumaczeniem na słowacki język migowy. Początkowo emitowany był o godzinie 19:30, od 9 stycznia 2012 przesunięto porę emisji na godzinę 19:00. Ponadto po emisji Správy RTVS na antenie Dvojki emitowany jest program informacyjny Správy - Hírek w języku węgierskim (ze słowackimi napisami).
Tak jak czeskie stacje publiczne (ČT1 i ČT2) większość swoich audycji, o ile pozwalają na to prawa autorskie, udostępnia na stronie internetowej stacji, zarówno na żywo, jak i na żądanie. Tak samo robi siostrzany kanał Jednotka.
Kanał jest dostępny w wysokiej rozdzielczości HD (wraz z Jednotką i Trojką).